# Miracle
Pour les articles homonymes, voir Miracle (homonymie).

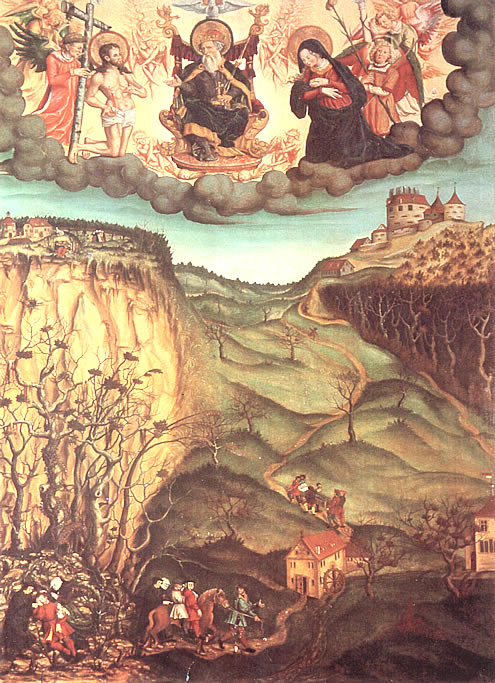
Iconographie chrétienne du miracle à l'abbaye de Notre-Dame-de-la-Pierre (1543).

Un miracle est un fait extraordinaire, dépourvu d'explication scientifique, qui est alors vu comme surnaturel et attribué à une puissance divine. Il est accompli soit directement, soit par l'intermédiaire d'un serviteur de cette divinité.
Il s'agit là d'une notion religieuse non reconnue par la science, pour laquelle le concept de phénomène inexplicable (généralement associé aux miracles) n'existe pas. La science ne connaît que des phénomènes inexpliqués, c'est-à-dire non encore élucidés en l'état actuel du savoir.
Les historiens qui se situent du côté de la science réfutent le concept de « surnaturel » pour expliquer quelque événement que ce soit. Leur approche est celle que définit Ernest Renan : « C'est au nom d'une constante expérience que nous bannissons le miracle de l'Histoire. »
Par là même, la lecture historico-critique des textes religieux, en particulier de la Bible, diffère fondamentalement de l'interprétation apologétique des mêmes textes, qui recherche une preuve de sa propre foi tout en acceptant la notion de miracle. Mieux encore, pour l'exégète comme pour l'historien, mais aussi pour le théologien, le miracle est avant tout porteur d'une signification. Si le miracle n'a pas de sens, il ne peut être considéré comme tel. Le miracle, dans le judaïsme comme dans le christianisme, est un message que Dieu adresse à l'homme. L'exégèse se donne pour tâche de déchiffrer ce message.

## Le miracle dans les religions monothéistes

### Judaïsme
(juillet 2016).
En hébreu biblique, un même mot, נס (nés), désigne à la fois un miracle et un étendard. Les commentateurs juifs n'ont pas manqué d'observer que les miracles étaient des signes visibles de loin, comme les étendards.
Ces signes, qui expriment la volonté divine, se manifestent dès le commencement de l'histoire du peuple d'Israël, qu'il s'agisse de la substitution du bélier lors de la ligature d'Isaac ou de la voix de YHWH dans l'épisode du Buisson ardent. Cependant, le miracle le plus souvent évoqué dans le judaïsme, tant dans le Tanakh que dans les commentaires, la liturgie et les rites, reste celui de la sortie d'Égypte, l'événement fondateur de Pessah.
Un miracle, dans la Bible hébraïque, peut également faire office de châtiment divin, comme le Déluge ou les plaies d’Égypte.

### Christianisme

#### Nouveau Testament
Dans les évangiles, les miracles de Jésus occupent une place importante. C'est ainsi que 205 versets sur les 425 de l'Evangile de Marc leur sont consacrés. Les miracles sont notamment des guérisons par la foi et des exorcismes. La transformation de l'eau en vin aux noces de Cana est le premier miracle mentionné. Il y a également eu des résurrections, comme la résurrection de Lazare, ou des provisions miracles, comme la multiplication des pains. D'autres sont rapportés dans les Actes des Apôtres, comme la guérison d'un boiteux par la prière de Pierre et Jean.

#### Période patristique
Augustin d'Hippone (354-430) définit le miracle :" tout phénomène ardu, insolite et étonnant au-dessus du pressentiment et des capacités naturelles de l'homme, opéré par Dieu comme signe du salut et argument de la foi.". Il répond à l'objection selon laquelle le miracle irait contre la loi inscrite par Dieu dans la nature, dans l'idée que Dieu se contredirait. Or, selon Augustin, le miracle est surnaturel relativement aux hommes, mais naturel selon Dieu. . 

#### Période médiévale

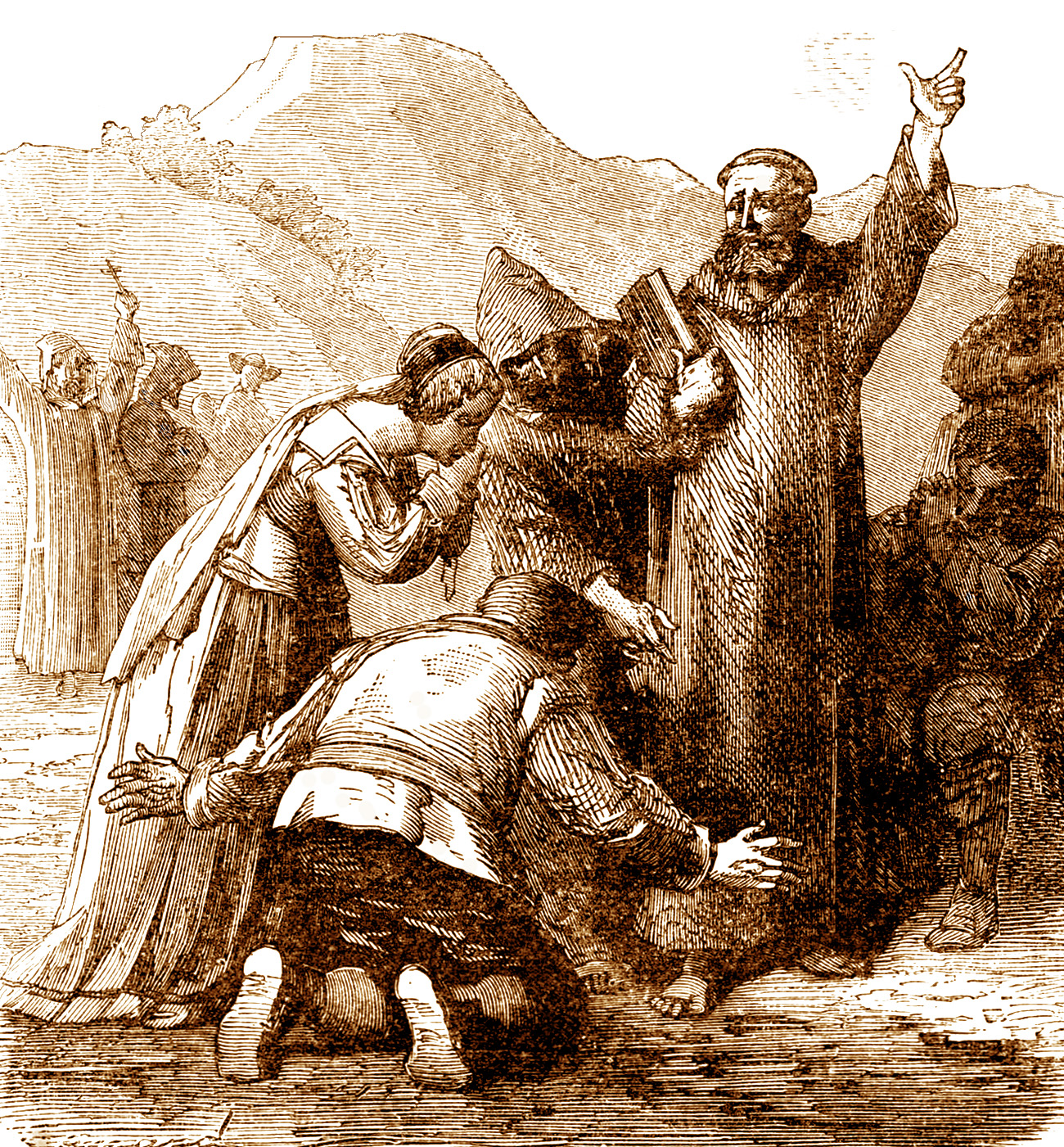
Pluie de sang en Provence, juillet 1608.

Le thème de l'hostie ensanglantée, qui a pour fonction catéchétique de prouver la présence réelle du Christ dans l'eucharistie, se double d'un second thème, omniprésent au Moyen Âge : celui de la profanation. Cette « fiction théologique », pour reprendre la formule de Jean-Louis Schefer, suit toujours un scénario identique, que l'on retrouve par exemple dans la légende du miracle des Billettes. Elle permet d'incriminer les Juifs et de porter contre eux l'accusation de déicide.

#### Catholicisme
Pour que le catholicisme juge miraculeux un phénomène extraordinaire, il faut que ce phénomène ait eu un effet conforme au dessein de Dieu. Le miracle se caractérise avant tout par son rapport à l'avancement de la foi : si l'effet a été positif, il est possible de parler de miracle. Inversement, si l'effet est négatif, le phénomène extraordinaire sera interprété comme l'intervention possible d'un esprit, mais non comme l'intervention effective de Dieu.
Concernant les guérisons miraculeuses, le pape Benoît XIV (1740 à 1758) a édicté sept critères de reconnaissance : la maladie doit être grave ou incurable ; le diagnostic réel de la maladie doit être certain et précis (posé par des médecins officiels) ; la maladie doit être organique ; aucun traitement ne doit être à l’origine du processus de guérison ;  la guérison doit être soudaine et instantanée ; cette guérison doit être totale et non pas une régression de certains symptômes ; la guérison doit être définitive.
Pour les catholiques, il existe peu de miracles en Occident latin (250 récits de miracles depuis le début du christianisme).
Au XIXe siècle et au début du XXe, les catéchismes catholiques enseignaient que les miracles irréfutables pousseraient les sceptiques à se convertir. Depuis  l'encyclique Divino afflante Spiritu de Pie XII et le concile Vatican II,  l'Église catholique tend à approfondir l'examen critique des miracles.
John Paul Meier rappelle les exigences de l'investigation historique pour les écrits relatant des miracles : s'appuyer sur  la critique des sources, celle des formes et de la rédaction. L'investigation requiert la réponse à la question de savoir si le rapport concernant le miracle  est un ajout tardif survenu au cours de la tradition orale, ou lors de l'intervention d'un auteur ultérieur, ou bien si ce rapport remonte bien au personnage censé avoir accompli le miracle ou en avoir été bénéficiaire. Si cette dernière possibilité est confirmée, il reste à examiner l'état d'esprit des témoins supposés du miracle, ainsi que le psychisme de l'auteur du miracle ou de son bénéficiaire. Toutefois, cette méthode ne permet pas d'aller au-delà, et de répondre à la question de savoir si ces miracles en question peuvent avoir eu lieu.
Selon le Dictionnaire Jésus, les miracles rapportés dans l'Ecriture sainte présentent trois dimensions. D'abord un aspect psychologique subjectif rendu par l'adjectif merveilleux, ensuite un aspect objectif correspondant à l'adjectif prodigieux, selon lequel le miracle impossible à réaliser par l'homme, relève des opérations divines; enfin un aspect  sémiologique relevant d'un signe exprimant des vérités importantes liées au salut apporté par Dieu.

#### Protestantisme
Rudolf Bultmann (1884- 1976) est un penseur luthérien allemand de sentiment profondément religieux dont l'exégèse a marqué fortement, et marque toujours certains courants religieux pas seulement protestants, mais aussi catholiques. Bultmann récusait la réalité des miracles rapportés par l'Ecriture Sainte, leur reprochant d'être en contradiction avec les lois d'airain de la nature.  Au merveilleux récusé des miracles, il a fait place à la merveille de la conscience qui perçoit l'action de Dieu dans les évènements soumis aux lois universelles. Selon lui, un éveil de la conscience produit par la foi, n'a que faire de les lois régissant les phénomènes. La foi se situe dans la pure subjectivité de l'âme qui adhère à la spiritualité du christianisme. La logique de l'approche de Bultmann est de ne retenir des miracles que leur signification salutaire vivifiante et hautement spirituelle.
Dans les églises protestantes, il y a deux positions. La position cessationiste et continutioniste. Dans la position cessationiste, développée par le théologien Jean Calvin et adoptée par plusieurs églises réformées, les miracles et les dons du Saint-Esprit étaient réservés pour la fondation de l’Église chrétienne, puis ont disparu. Dans la position continutioniste, adoptée par les églises luthériennes, les miracles et les dons du Saint-Esprit sont encore pour l’église contemporaine.

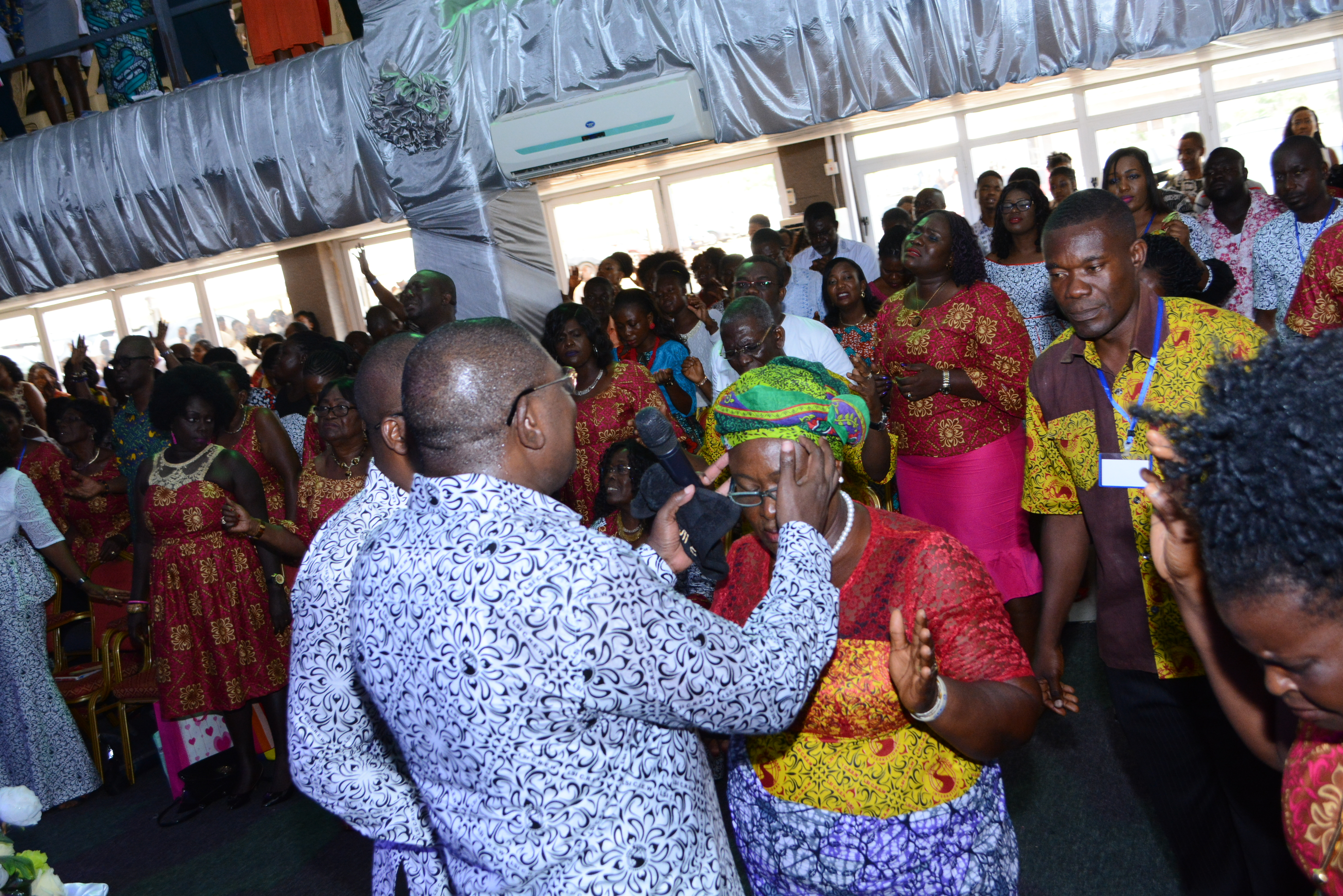
Imposition des mains pour la guérison dans l’église Living Streams International, à Accra, au Ghana, 2018

Pour une majorité de chrétiens évangéliques, le biblicisme fait en sorte que les miracles décrits dans la Bible sont encore d'actualité et peuvent être présents dans la vie du croyant, avec la foi et la prière, par le Saint-Esprit,. Les guérisons, les succès scolaires ou professionnels, la naissance d'un enfant après plusieurs tentatives, la fin d'une addiction, etc., sont des exemples tangibles de l'intervention de Dieu par la foi et la prière, avec le Saint-Esprit. Dans les années 1980, le mouvement néo-charismatique a remis une emphase sur les miracles et les guérisons par la foi. Une place particulière est ainsi réservée aux guérisons par la foi lors des services ou pour des campagnes d'évangélisation,.

### Islam
Dans la religion sunnite, les karāmāt (کرامات, plur. de karāmah, lit. « générosité, grandeur d'âme ») désignent des miracles accomplis par un saint. Selon la terminologie de la théologie islamique, le mot, pris au singulier (karama) prend un sens voisin de « charisme », faveur ou don spirituel accordé par Dieu. Ces miracles sont indifféremment des réalisations défiant les lois de la Nature (par exemple la téléportation chez Taï al-Arz), des prophéties vérifiées ou la « divination du secret des cœurs. »
Historiquement, la « foi dans les miracles des saints (karāmāt al-awliyāʾ, littéralement « miracles des fidèles ») était un précepte de l'islam sunnite. » Cela se reflète dans les récits des miracles des wali, rapportés par les principaux auteurs de l’Âge d'or islamique (entre 700 et 1400), ainsi que par quelques éminents érudits du XVe siècle. Selon l'orthodoxie sunnite, tous les miracles accomplis par un saint ne sont possibles que par la grâce de Dieu et constituent, soit un « bouleversement de l'ordre naturel » (k̲h̲āriḳ li’l-ʿāda), ou, en d'autres termes, « un prodige qui abolit l'ordre divin (sunnat Allāh) qui est le cours naturel des événements. » Pour autant, le sunnisme a toujours affirmé qu'un miracle, aussi extraordinaire soit-il, ne saurait être le signe d'une mission prophétique : cette clause est conforme à l'affirmation que la doctrine de Mahomet est l'unique sceau des prophètes.
La doctrine des karāmāt al-awliyāʾ, figée par l'orthodoxie et prônée par les plus éminents écrits de la tradition sunnite comme La doctrine d’Al-Tahawi (vers l'an 900) ou La doctrine de Nasafi (vers l'an mil), est puisée aux deux sources mêmes de l'Islam : le Coran et les hadith. Dans la mesure où le Coran cite les miracles de saints non-prophètes, tels Al-Khidr (18:65-82), les disciples de Jésus (5:111-115) ou les Sept Dormants d'Éphèse (18:7-26), d'éminents érudits des premiers temps de l'Islam en ont deduit qu'il existait une catégorie d'hommes vénérables, d'un rang inférieur à celui des prophètes, et néanmoins capables de réaliser des miracles. Les références spontanées des Hadîth aux miracles d'un Djouraïdj̲,,, (forme arabisée du mot grec Grēgorios) pré-islamique, n'ont fait qu'amplifier cette interprétation des miracles des saints. L'érudit hanbalite Ibn Taymiyyah (mort en 1328), en dépit son opposition aux pèlerinages, a néanmoins admis que « Pour tous les érudits musulmans, les miracles des saints sont absolument réels et non-déformés. Et le Coran les cite en différents endroits, les Dits du Prophète les mentionnent, et quiconque renie, lui ou ses disciples, le pouvoir miraculeux des saints, n'est qu'un apostat. » Comme l'a rappelé un universitaire contemporain, pratiquement tous les érudits musulmans classiques et médiévaux ont estimé que « la vie des saints et leurs miracles sont incontestables. »
Mais au XXIe siècle, la reconnaissance des miracles des saints est mise en cause par certaines branches du salafisme, du wahhabisme et du néo-islam égyptien, qui considèrent que le concept de saints musulmans, « admis pendant plus d'un millénaire, est plutôt an-islamique et rétrograde... que partie intégrante de l'Islam. » Les islamistes, en particulier, ont tendance à rabaisser la tradition des miracles des saints au rang de superstition. Toutefois, malgré ces courants de pensée dissonants, la doctrine classique continue de prospérer et joue même un rôle essentiel dans le culte quotidien de vastes régions de pays musulmans comme le Pakistan, l’Égypte, la Turquie, le Sénégal, l’Irak, l’Iran, l’Algérie, la Tunisie, l’Indonésie, la Malaisie et le Maroc, ainsi que dans les pays comptant une importante minorité musulmane comme l'Inde, la Chine, la Russie et les Balkans.
Dans le monde musulman, la venue du Coran sur terre est un miracle, ou bien encore le voyage nocturne de Mahomet[réf. nécessaire].

### Sikhisme
Le concept de l'intervention divine sur un être pour des raisons mineures est rejeté. Le dharma, le karma sont les valeurs mises en avant.

## Critique du miracle

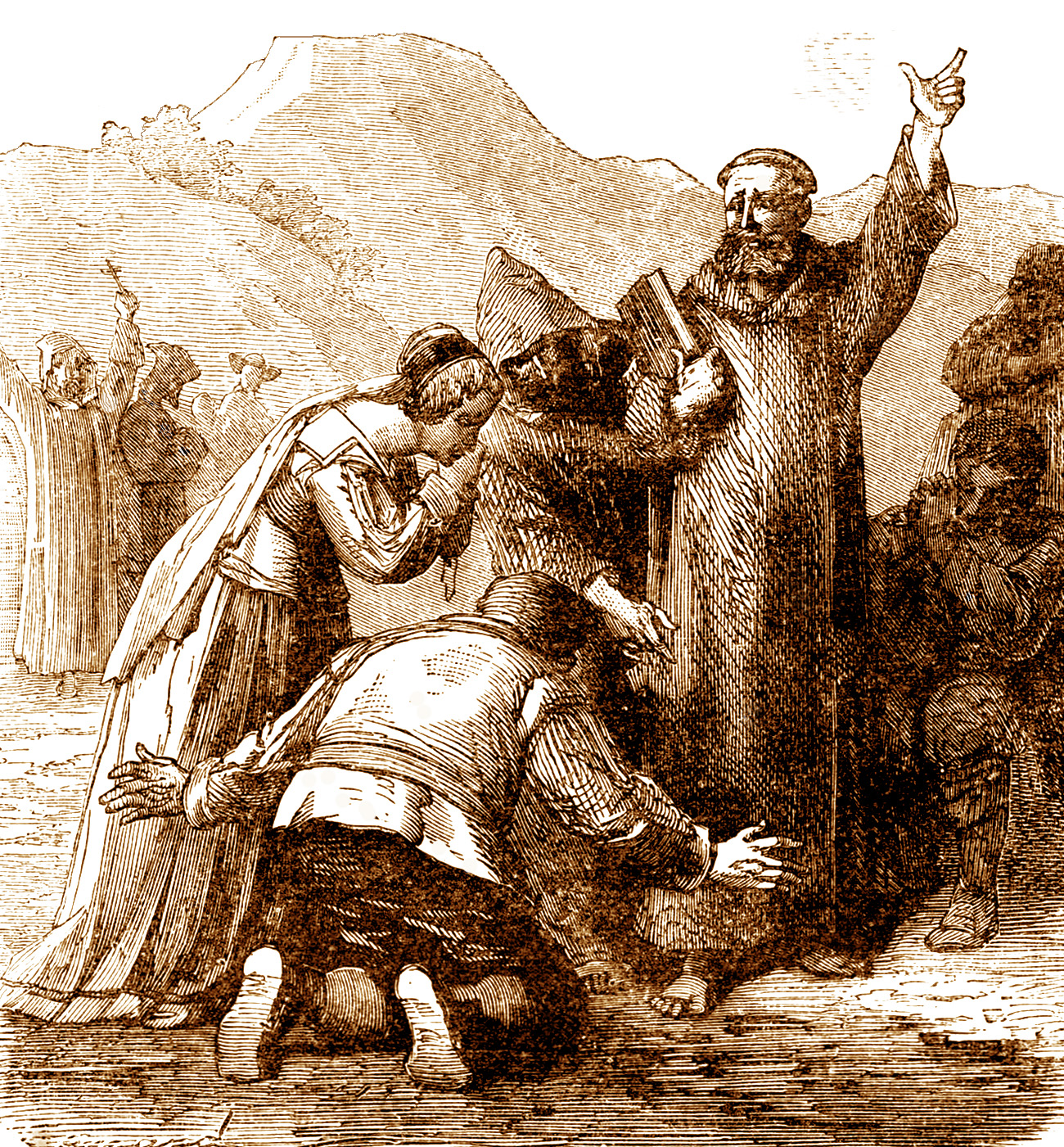
Pluie de sang en Provence en juillet 1608.

Le Dictionnaire de la philosophie Lalande avait initialement proposé pour la définition du miracle de David Hume, à savoir « une dérogation aux lois de la nature ». Plusieurs collaborateurs l’ayant trouvée inadéquate, le dictionnaire a alors proposé: « Ce qui est non conforme à l'ordre habituel des faits de même nature ». Mais le dictionnaire a ajouté que « l'usage le plus général est de ne qualifier de miracle un tel phénomène que si on le "considère comme la manifestation dans le monde d'une action intentionnelle supérieure à la puissance humaine". »
Hume est l'un des premiers au XVIIIe siècle, (après Spinoza au XVIIe siècle) à avoir mis en doute les témoignages concernant les miracles. Pour Hume parce que contraires à toute expérience, en raison de leur improbabilité et pour Spinoza, car contraires à la Nécessité . 
Le sociologue Gérald Bronner, en travaillant statistiquement sur les travaux de Brendan O'Regan et Caryle Hirshberg, n'obtient pas de différences statistiques significatives entre les miracles de Lourdes et les rémissions spontanées en milieu hospitalier (soit 1 cas pour 350 000).
D'après l'historien Thierry Murcia, la plupart des miracles thérapeutiques relatés dans le Nouveau Testament s'expliqueraient naturellement ou médicalement. Concernant la nature des pathologies qui y sont présentées, le texte poserait des problèmes de traduction et Jésus aurait eu des connaissances médicales dont il se serait servi pour guérir les malades venus le trouver.
La loi de Littlewood stipule qu'une personne peut s'attendre à vivre un événement avec une chance sur un million (défini par la loi comme un « miracle ») à une fréquence d'environ un par mois.